# Coswig (Saxe)
Pour les articles homonymes, voir Coswig.
Coswig est une ville de Saxe (Allemagne), située dans l'arrondissement de Meissen, dans le district de Dresde.

## Histoire
| Appartenances historiques Électorat de Saxe 1547-1806 Royaume de Saxe 1806–1918 République de Weimar 1918–1933 Reich allemand 1933–1945 Allemagne occupée 1945–1949 République démocratique allemande 1949–1990 Allemagne 1990–présent |

## Personnalités liées à la ville
- Hans-Ulrich Thomale (1944-), footballeur né à Sörnewitz.

## Jumelage
- Ravensbourg (Allemagne) depuis 1990